# Cascadeur
Pour l’article homonyme, voir Cascadeur (musicien).
 (août 2023).

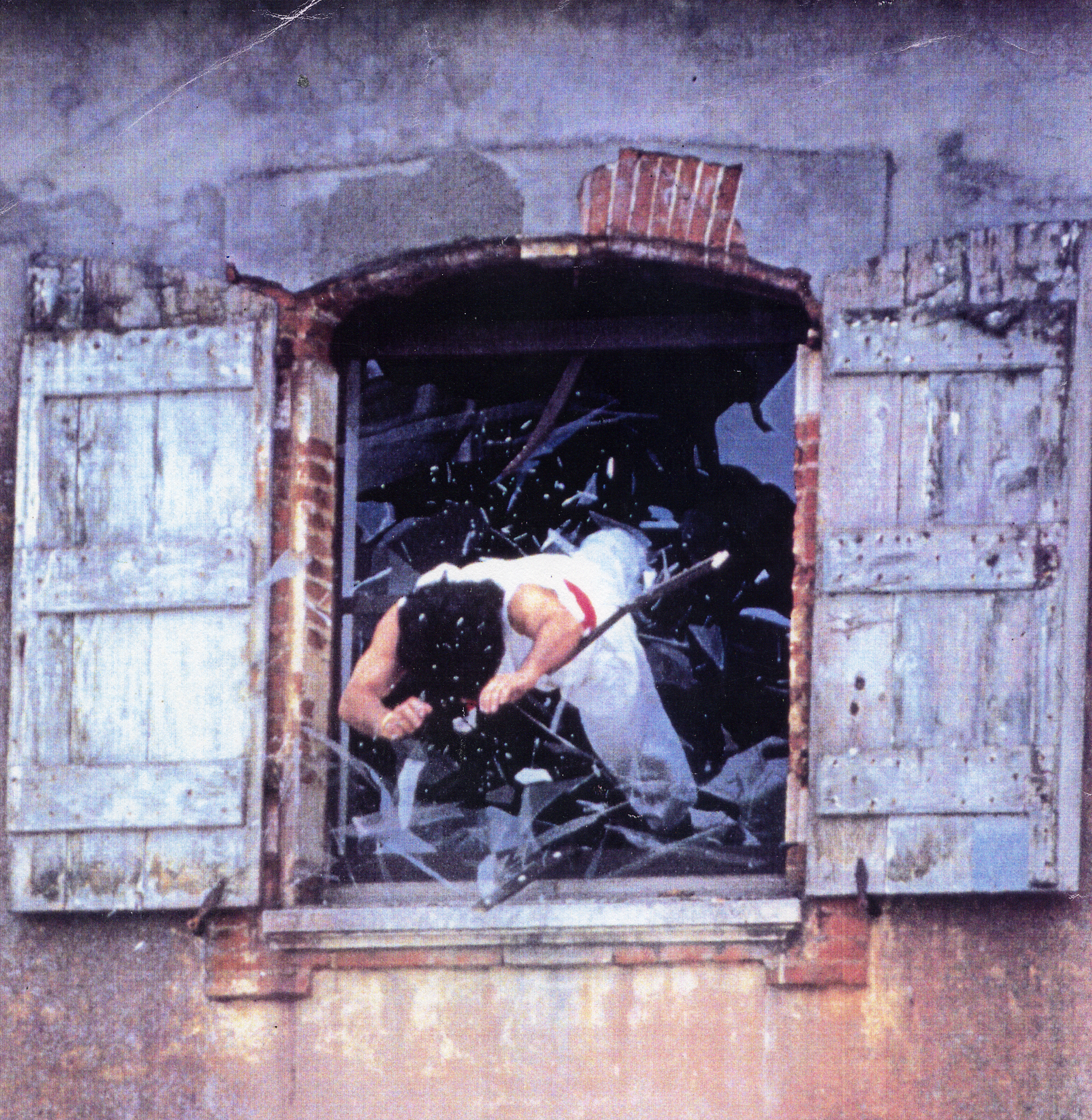
Cascade physique : défenestration d'un cascadeur.

Le cascadeur est un artiste, servant généralement de doublure chargée de remplacer un acteur lors du tournage d'une scène technique ou physiquement dangereuse.  Il peut aussi travailler pour la télévision, le théâtre, les spectacles de rue et de scènes, ainsi que les parcs de loisirs.. Généralement athlète, pilote ou acrobate, le cascadeur est, la plupart du temps, un spécialiste des scènes d'action. 

## Types de cascades
Les trois grandes disciplines de la cascade sont les suivantes :
- les cascades physiques comprennent les chutes d'escalier, les combats, les torches humaines, le parkour
- les cascades mécaniques comprennent les tonneaux en voiture, les dérapages en moto, les sauts de jet ski
- les cascades équestres comprennent les chutes de cheval, les combats montés, etc.

Les productions font également parfois appel à des professionnels spécialisés pour les cascades aquatiques (en dehors et dans l'eau, etc.) et les cascades aériennes (chute libre, pilotage avion, etc.). Certains cascadeurs sont spécialisés dans une ou plusieurs disciplines, comme Rémy Julienne, François Dogeet Gil Raconis pour les cascades mécanique et Dan Schwarz pour les cascades en arts martiaux. 

## France

### Métier
Le salaire du cascadeur, payé en cachet, varie selon le type de prestation et le nombre de jours travaillés. En France, où il est le plus souvent intermittent du spectacle, on comptait en 2015 environ 600 à 650 euros bruts pour une journée de tournage au cinéma ou à la télévision. 

### Cascadeurs
- Physique : Claude Carliez, Guy Delorme, Yvan Chiffre, Antoine Baud, Lionel Vitrant, Henri Guégan, Jean Minisini, Maurice Auzel, Henri Cogan, Raoul Billerey, Michel Berreur, Michel Carliez, Eric Vasberg, Daniel Vérité, Alain Figlarz, Jérôme Gaspard, Albert Goldberg, Cyril Raffaelli, Yoni Roch, Patrick Vo.
- Mécanique : Rémy Julienne, Gil Delamare, Jean Sunny, Eric Vasberg, Roland Toutain, François Doge, Jean-Claude Lagniez, Bruno Chalumeau, Alain Prieur, Romain Thievin, Bruno Wurtz.
- Équestre : François Nadal, Mario Luraschi, Bernard Sachsé

## Accidents
- 1959 : Le cascadeur meurt en tombant de cheval pendant une scène d'explosions dans Les Cavaliers.
- 1960 : Inna Burduchenko meurt des suites de graves brulures lors de l'effondrement d'une cabane en feu dans Une fleur sur la pierre.
- 1965 : L'acteur soviétique Evgueni Ourbanski périt en effectuant une cascade avec un camion dans le désert, à 40 km de Boukhara, pendant le tournage du film Le Directeur.

- 1965 : Paul Mantz se tue aux commandes d'un avion lors du tournage du film Le vol du Phoenix

- 1966 : Pendant le tournage du film Le Saint prend l'affût de Christian-Jaque, qui se déroulait sur une portion d'autoroute en construction, l'une des scènes dans laquelle Gil Delamare doublait Jean Marais comportait un tête à queue. La Renault Caravelle décapotable à bord de laquelle Gil avait pris place se retourna, le tuant net.
- 1967 : Jean Falloux est mort pendant le tournage du film Les Grandes Vacances lors d'une cascade aérienne ; le film lui est dédié.
- 1969 : Le cascadeur José Marco est tué par un requin ayant transpercé le filet de protection dans le film Caine
- 1978 : Le cascadeur A.J. Bakunas se tue lors d'une chute de la tour Kincaid Towers dans le film Des nerfs d'acier (en)
- 1980 : L'acteur indien Jayan se tue après avoir monté, à la 4ème reprise sur un hélicoptère depuis une moto roulante dans le film Kolilakkam
- 1982 : L'acteur Vic Morrow et deux enfants (Myca Dinh Lê et Renee Shin-Yi Chen) sont tués dans un accident d'hélicoptère durant le tournage de La Quatrième dimension.
- 1985 : Le cascadeur Reid Rondell se tue en accident d'hélicoptère durant le tournage de la série télévisée Supercopter.
- 1985 : Le pilote acrobatique Art Scholl n'a pas pu maitriser un enchainement à la suite d'une avarie de son aéronef durant le film Topgun.
- 1986 : Le cascadeur Dar Robinson se tue à moto, plongeant d'une falaise dans le film Million Dollar Mystery.
- 1987 : Le cascadeur Vic Magnotta meurt noyé dans l'Hudson River lorsque sa voiture plonge dans le film Skip Tracer.
- 1989 : L'acteur Henry Blight Halicki est tué par la chute d'un poteau de château d'eau lors du tournage de La Grande Casse.
- 1991 : Yuri Gusef meurt des suites dune fracture du crâne à Tashkent durant le tournage de Holdup! The Train Robbery
- 1993 : L'acteur Brandon Lee jouant une scène de coups de feu dans le film The Crow, s'écroule mortellement atteint. Il s'avère au cours de l'enquête ultérieure que le revolver avait été chargé à balles réelles, lors d'une précédente utilisation.
- 1993 : Dans la série télévisée britannique 999, le cascadeur Tip Tipping sue tue en parachute.
- 1994 : La cascadeuse Sonja Davis fait une chute de 13 mètres lors du tournage du film Un vampire à Brooklyn.
- 1997 : Janet Wilder est tué lorsqu'un bateau glissant sur une rampe retombe sur elle dans le film Pêche Party
- 16 août 1999 : Le cadreur Alain Dutartre est mort à la suite d'un accident durant une cascade, pendant le tournage de Taxi 2[3].
- 2000 : Le cascadeur Chris Lamon se tue en sautant d'une camionnette dans une course poursuite dans le film Hors limites.
- 2002 : Le cascadeur Harry L. O'Connor meurt en percutant une pile de pont à Prague lors du tournage du film xXx en doublant Vin Diesel.
- 2006 : Le cascadeur Gérard Ravenet a eu un accident sur un site d'Euro Disney[4]. Il a notamment subi une brûlure de la cornée.
- 2008 : Le cascadeur chinois Lu Yan Qing meurt dans une embarcation embrasée, le feu n'ayant pu être maitrisé lors du film Les Trois Royaumes.
- 2009 : Le cascadeur David Holmes s’est blessé à la colonne vertébrale dans un accident lors de l’une des cascades.
- 2009 : Le cascadeur Payman Abadi meurt durant le tournage de Invisible Eyes.
- 2012 : Le cascadeur Kun Liu meurt lors de l'explosion d'un bateau dans Expendables 2 : Unité spéciale. 6 cascadeurs seront lourdement blessés.
- 5 septembre 2015 : La cascadeuse Olivia Jackson, doubleuse de Milla Jovovich, s’écrase sur un bras de caméra qui aurait dû se relever à son approche. Elle subit de très sévères blessures qui entraîneront l'amputation de son bras gauche[5].
- 2017 : La cascadeuse et pilote de moto Joi Harris se tue lors du tournage de Deadpool 2.
- 2017 : Le cascadeur John Bernecker se tue en chutant de 6 mètres, manquant de peu le filet de protection dans la série The Walking Dead.

## Acteurs ayant réalisé des cascades
- Charlie Chaplin.
- Buster Keaton.
- Harold Lloyd.
- M. G. Ramachandran.
- Jackie Chan s'est rendu notamment célèbre pour avoir participé à la plupart des cascades de ses premiers films, ce qui lui a valu de nombreuses fractures et a donné des séquences de fin de film mémorables.
- Jean-Paul Belmondo, notamment sur des cascades avec hélicoptère.
- Tom Cruise.
- Michelle Yeoh.
- Tomer Sisley a réalisé les cascades des films Largo Winch 1 et 2.
- Roland Toutain .
- Robert Conrad dans les Mystères de l'Ouest.
- Jean Marais : « Si j’accepte de prendre des risques, c’est que d’abord ça m’amuse, et ensuite parce que si on accepte un rôle où il y a des risques, il est normal de les prendre » disait-il simplement, interviewé par François Chalais à la télévision dans Cinépanorama, le 16 juin 1962.
- Steve McQueen, notamment des cascades à moto et en voiture.
- Timothy Dalton.
- Douglas Fairbanks.
- Burt Lancaster : spécialiste des barres parallèles et de la corde (mais n'ayant jamais été trapéziste malgré la légende), rarement doublé. Très apprécié des cascadeurs pour sa générosité puisqu'il laissait l'équivalent des cachets qu'ils auraient dû toucher pour leur caisse maladie.
- Albert Dupontel : il a réalisé lui-même les cascades du film d'action La Proie réalisé par Éric Valette en 2011 et celles du film Enfermés dehors.
- Keanu Reeves a réalisé certaines de ses cascades, par exemple dans Speed (film), Point Break ou encore dans les sagas Matrix (série de films) et John Wick (franchise).